# Bárka Színház
A Bárka Színház egy Budapest VIII. kerületében 1996-ban, a helyi önkormányzat által alapított színház volt. 2014-ben jogutód nélkül megszűnt. Épülete 2015-ben – a Wallenberg Szakközépiskola és Szakiskolához hasonlóan – a Nemzeti Közszolgálati Egyetemhez került. (Az előbbi 2017-ben elköltözött, utóbbi épületében pedig a Lodovika Vívóterem kapott helyett.)

## Történet dióhéjban
Csányi János társulata 1994. május 6-án mutatta be a Szentivánéji álom című Shakespeare-drámát. Csányi az alkalmi csapat névadója; rendezője, fordítója, átdolgozója és díszlettervezője is volt a drámának. A produkció nagy feltűnést keltett mind a közönség, mind a színházi szakma körében. A színháztörténeti esemény alkotói, szereplői a következők voltak:
- Kulka János
- Udvaros Dorottya
- Kaszás Gergő
- Szakács Tibor
- Jónás Rita
- Magyar Attila
- Vasvári Emese
- Mucsi Zoltán
- Szabó Győző
- Tóth József
- Gazdag Tibor
- Scherer Péter
- Csányi János (rendező)
- Goda Gábor (koreográfus)
- Papp János (jelmeztervező)

Az eredményes csapatmunka és a nagy siker arra ösztönözte a társaságot, hogy próbálja meg a csapatot együtt tartani. Az álmot sikerült megvalósítani, 1996-ban a Józsefvárosi Önkormányzat megalapította a Bárka Színházat. A társulat 1997-ben kezdhette el a munkát. A játszóhelye: a Ludovika Akadémia egykori vívóterme volt. A kétéves átalakítás során négy játszóhelyet alakítottak ki. 1999 szeptemberében Törőcsik Mari és Göncz Árpád adta át az újjávarázsolt épületegyüttest.
A teátrum közel két évtizedes működés alatt magas művészi színvonalon dolgozott. A műhely vonzáskörzetéhez tagként, illetve vendégként több mint száz magyar és külföldi művész tartozott. A magyar színházi nyelvet megújító társulat közönségkapcsolati rendszerét is új alapokra helyezte.

| „ | A Bárka több mint színház. Igazi közösségi hely, ahol találkozhatnak mindazok, akik szeretik a színházat, kiállításokat, koncerteket, irodalmi esteket. A Bárka Színház friss, élő, közérthetőségre törekvő színház és befogadószínház kíván lenni. Célja magyar ősbemutatók, illetve új külföldi drámák bemutatása. | ” |
|   | |   |

2010 után a színházi struktúra illetve finanszírozási rendszer fokozatosan megváltozott. A színház helyzete egyre bizonytalanabbá vált, a reformelképzelések nem valósulhattak meg. Pénzügyi és elhelyezési problémák miatt a magyar színházi, kulturális élet egyik meghatározó bázisa szűnt meg.

## Igazgatói
- Csányi János (1996-2005)
- Alföldi Róbert (2006-2008)
- Seress Zoltán (2008-2014)

## Bemutatók
A Színházi adattárban regisztrált bemutatók száma: 92.
A társulat tagja volt Cseh Tamás, aki néhány szerep megformálása mellett, teljes életművét előadta.
- Shakespeare
  - Szentivánéji álom (1994. május 6.[4] - Csányi János[5])
  - Rómeó és Júlia (2003. szeptember 26. - Csányi János)
  - Hamlet (2005. december 16. - Tim Carroll)
  - Szentivánéji álom (2006. december 31. - Alföldi Róbert)
- Kárpáti Péter: Díszelőadás (1997. november 1. - Simon Balázs)
- Dario Fo: Csak asszonyok (1998. február 25. - Mugur Vlad)
- Kiss Csaba: Shakespeare király drámák avagy, ritkán hagyja el dögben rakott (1997. október 4. - Kiss Csaba)
- Thomas Bernhard: Ritter, Dene, Voss (1997. november 18. - Bagossy László)
- Szép Ernő: Lila akác (1998. december 1.[6] - Simon Balázs)
- Mrożek: Mulatság (1999. február 2. - Bérczes László)
- Peter Oswald: Versekkel kártyázó szép hölgyek (2000. február 25. - Tim Carroll)
- Kárpáti Péter: Tótferi, avagy hogy született a világhőse, kinek keresztanyja a Szentpétör volt (2000. március 18. - Novák Eszter)
- Kárpáti Péter-Simon Balázs: A-Zs (ablak-zsiráf) (2000. április 17. - Simon Balázs)
- Egressy Zoltán: Kék, kék, kék (2001. május 5. - Lukáts Andor)
- Mohácsi János – Mohácsi István: Vészmadár - avagy hamar munka ritkán jó (2001. december 8. - Mohácsi János)
- Tadeusz Slobodzianek: Ilja próféta: (2002. december 20. - Czajlik József)
- Csehov:
  - Három nővér (2003. május 25. - Cătălina Buzoianu)
  - Sirály: (2008. január 25. Szász János)
- Szigligeti Ede-Spiró György: Fogadó a Nagy Kátyúhoz (2002. május 26. - Keszég László)
- Schiller: Stuart Mária (2004. október 25. - Zsótér Sándor)
- Ottlik Géza: Iskola a határon (2006. szeptember 1. - Vidovszky György)
- Weöres Sándor: Theomachia (2003. december 12. - Balázs Zoltán)
- Pilinszky János: Fabula (2005. március 31. - Mezei Kinga)
- Brecht: Koldusopera (2006. június 6. - Alföldi Róbert)
- Molnár Ferenc:
  - A Pál utcai fiúk (2002. augusztus 16. - Vidovszky György)
  - Liliom, egy csirkefogó élete és halála (2006. október 16. - Telihay Péter)
- Bereményi Géza: Az arany ára (2007. március 10. - Bagó Bertalan
- Osztrovszkij: A vihar (2007. május 26. - Balázs Zoltán)
- Mundruczó Kornél – Bíró Yvette: Frankenstein-terv (2007. október 15. - Mundruczó Kornél)
- Spiró György: Ahogy tesszük (2007. december 21. - Alföldi Róbert)
- Ágens: Édes szívem, ribanc vagy (2007. október 9. - Gergye Krisztián)
- Hrabal: Vasárnap nem temetünk (2008. március 7. - Mezei Kinga)
- Nádas Péter: Találkozás (2009. október 10. - Gergye Krisztián)
- Jon Fosse: Őszi álom (2010. május 17. - Szabó Máté)
- Háy János: Nehéz (2010. október 12. - Bérczes László)
- Ray Bradbury – Anger Zsolt: Fahrenheit 451 (2011. február 25. - Anger Zsolt)
- Michael West: Szabadesés (2011. október 15. - Göttinger Pál
- Sorota Masłowska: Lángoló kerékpár (2012. január 21. - Kamondi Zoltán)
- Tolsztoj: Anna Karenina (2012. március 22. - Troicki Vlad)
- Oleg és Vlagyimir Presznyakov: Európa-Ázsia (2012. december 20. - A szerzők rendezésében))
- Örkény István: Pisti (2013. május 12. - Spolarics Andrea)
- Philippe Genty – Mary Underwood: Odüsszeusz szemeteslapáton (2014. március 29. - Philippe Genty)[7]

## Tagok és vendégművészek
(A teljesség igénye nélkül)
- Bakos Éva
- Barta Árpád
- Balázs Áron
- Balázs Zoltán (színész)
- Béres Ilona
- Bodor Richárd
- Bognár Gyöngyvér
- Börcsök Enikő
- Czintos József
- Czukor Balázs
- Csuja Imre
- Császár Réka
- Cseh Judit
- Csoma Judit
- Dévai Balázs
- Derzsi János
- Egyed Attila
- Fátyol Hermina
- Fekete Ernő
- Frecska Rudolf
- Gados Béla
- Garas Dezső
- Gáspár Sándor
- Gazdag Tibor
- Gazsó György
- Göttinger Pál
- Gyabronka József
- Györgyi Anna
- Hajduk Károly
- Hajós Eszter
- Hámori Szabolcs
- Hercegh Tamás
- Horváth Lajos Ottó
- Ilyés Róbert
- Jerger Balázs
- Jónás Rita
- Kardos Róbert
- Kaszás Gergő
- Kálid Artúr
- Kecskés Mihály
- Kovács Lajos
- Kulka János
- Lázár Kati
- Magyar Attila
- Makranczi Zalán
- Mertz Tibor
- Mogyoró Kornél
- Monori Lili
- Mucsi Zoltán
- Murányi Tünde
- Nagypál Gábor
- Novák Péter
- Nyakó Júlia
- Oláh Zoltán
- Ollé Erik
- Ónodi Eszter
- Parti Nóra
- Pálmai Anna
- Pásztor Tibor
- Pogány Judit
- Pokorny Lia
- Prókai Annamária
- Rába Roland
- Réti Adrienn
- Scherer Péter
- Seress Zoltán
- Simkó Katalin
- Spolarics Andrea
- Stork Natasa
- Sulyok Judit
- Szabó Gábor
- Szabó Győző
- Szakács Tibor
- Szatory Dávid
- Széles László
- Szikszai Rémusz
- Szorcsik Kriszta
- Takács Latalin
- Telekes Péter
- Tompos Kátya
- Tóth Ildikó
- Tóth József
- Törőcsik Mari
- Udvaros Dorottya
- Varga Anikó
- Varjú Olga
- Vasvári Emese